# Premios Heat Latin Music
Los Premios Heat Latin Music son una entrega anual que honran a lo más grande del año en la música, votados por el público que ven el canal HTV. La ceremonia, que generalmente tiene lugar en República Dominicana a inicios del mes de junio, ofrece numerosos invitados y presentaciones musicales.
El 11 de octubre de 2018 se realizó el Festival Heat en la Explanada del MAAC del Malecón 2000 de Guayaquil, Ecuador.

## Ediciones
| Edición | Fecha                   | Lugar                             | Anfitrión(es) | Más victorias                                              | Más nominaciones                   | Ref.         |
| ------- | ----------------------- | --------------------------------- | --- | ---------------------------------------------------------- | ---------------------------------- | ------------ |
| 1       | 4 de junio de 2015      | Punta Cana                        | Karen Martínez Ismael Cala                                                                                                   | J Balvin (3)                                               | Chino & Nacho (4) J Balvin (4)     | [ 2 ]        |
| 2       | 16 de junio de 2016     | Punta Cana                        | Jéssica Cediel | Chino & Nacho (2) Maluma (2)                               | Nicky Jam (4)                      | [ 3 ]        |
| 3       | 8 de junio de 2017      | Punta Cana                        | Clarissa Molina Enrique Santos                                                                                               | J Balvin (3)                                               | Farruko (4) J Balvin (4)           | [ 4 ]        |
| 4       | 13 de mayo de 2019      | Hard Rock Hotel & Casino          | Anaís Castro Mariela Encarnación                                                                                             | J Balvin (3)                                               | J Balvin (4)                       | [ 5 ]        |
| 5       | 17 de diciembre de 2020 | Hard Rock Hotel & Casino          | Caroline Aquino Osmariel Villalobos                                                                                          | Karol G (2) Nicky Jam (2)                                  | J Balvin (7)                       | [ 6 ]        |
| 6       | 1 de julio de 2021      | Punta Cana                        | Kunno Melina Ramírez | Anitta (2) Karol G (2)                                     | Anuel AA (2) Karol G (2)           | [ 7 ]        |
| 7       | 2 de junio de 2022      | Punta Cana                        | Heisel Mora Sebastián Villalobos Goyo María Laura Quintero Caroline Aquino Molusco Anaís Castro Marko Kunno Stefanía Roitman | Carlos Vives (2) Wisin (2) Tiago PZK (2) Justin Quiles (2) | Bad Bunny (4) J Balvin (4)         | [ 8 ]        |
| 8       | 8 de junio de 2023      | Punta Cana                        | Ana De Armas | Karol G (5)                                                | Bad Bunny (6) Feid (6) Karol G (6) | [ 9 ] [ 10 ] |
| 9       | 11 de julio de 2024     | Punta Cana                        | | Karol G (7)                                                | Feid (10) Karol G (10)             |              |
| 10      | 29 de mayo de 2025      | Medellín - Coliseo Iván de Bedout | |                                                            | Beéle (7)                          | [ 11 ]       |

|}

## Premios por países
| País                 | 2015 | 2016 | 2017 | 2019 | Total |
| -------------------- | ---- | ---- | ---- | ---- | ----- |
| Colombia             | 4    | 4    | 4    | 8    | 20    |
| Venezuela            | 4    | 2    | 1    | 0    | 7     |
| Puerto Rico          | 1    | 2    | 1    | 2    | 6     |
| Argentina            | 1    | 1    | 1    | 0    | 3     |
| Estados Unidos       | 0    | 1    | 0    | 1    | 2     |
| México               | 0    | 1    | 0    | 0    | 1     |
| Chile                | 0    | 0    | 0    | 1    | 1     |
| República Dominicana | 0    | 0    | 0    | 1    | 1     |

## Categorías
| Categoría                       | 2015 | 2016 | 2017 | 2019 | 2020 |
| ------------------------------- | ---- | ---- | ---- | ---- | ---- |
| Mejor video musical             | Sí   | Sí   | Sí   | Sí   | Sí   |
| Mejor artista masculino         | Sí   | Sí   | Sí   | Sí   | Sí   |
| Mejor artista femenina          | Sí   | Sí   | Sí   | Sí   | Sí   |
| Mejor banda o grupo             | Sí   | Sí   | Sí   | Sí   | Sí   |
| Mejor artista rock/pop          | Sí   | Sí   | Sí   | Sí   | Sí   |
| Mejor artista urbano            | Sí   | Sí   | Sí   | Sí   | Sí   |
| Mejor artista tropical          | Sí   | Sí   | Sí   | Sí   | Sí   |
| Mejor artista norte             | Sí   | Sí   | Sí   | Sí   | Sí   |
| Mejor artista sur               | Sí   | Sí   | Sí   | Sí   | Sí   |
| Mejor artista andino            | Sí   | Sí   | Sí   | Sí   | Sí   |
| Mejor artista revelación        | No   | Sí   | Sí   | Sí   | Sí   |
| Mejor artista urbano dominicano | No   | No   | No   | No   | Sí   |
| Mejor artista regional popular  | No   | No   | No   | No   | Sí   |
| Influencer del año              | No   | No   | No   | No   | Sí   |
| Promesa musical                 | No   | No   | No   | No   | Sí   |

## Reconocimientos especiales

### Premio Compromiso
| Año  | Homenajeado      |
| ---- | ---------------- |
| 2015 | Juan Luis Guerra |
| 2016 | Luis Fonsi       |
| 2017 | Víctor Manuelle  |
| 2019 | Juanes           |
| 2020 | Nicky Jam        |
| 2021 | Gloria Trevi     |
| 2022 | Carlos Vives     |

### Premio de Oro
| Año  | Homenajeado      |
| ---- | ---------------- |
| 2015 | Juanes           |
| 2016 | Ricardo Montaner |
| 2017 | Carlos Vives     |
| 2019 | J Balvin         |
| 2020 | Selena           |
| 2021 | Wisin            |
| 2022 | Manuel Mijares   |